# Lobivia hertrichiana
Lobivia hertrichiana ist eine Pflanzenart aus der Gattung Lobivia in der Familie der Kakteengewächse (Cactaceae). Das Artepitheton hertrichiana ehrt den US-Amerikaner und Kurator der Huntington Botanical Gardens in Kalifornien William Hertrich (1878–1966).

## Beschreibung
Lobivia hertrichiana wächst einzeln oder bildet Gruppen. Die kugelförmigen, glänzend mittel- bis hellgrünen Triebe erreichen Durchmesser von bis zu 10 Zentimeter. Es sind etwa elf scharfe Rippen vorhanden, die quer gefurcht sind. Auf ihnen befinden sich kreisrunden, weiße Areolen. Der einzelne, aufwärts gebogene Mitteldorn ist strohfarben und bis zu 2,5 Zentimeter lang. Die sechs bis acht ausgebreiteten, gelblich braunen Randdornen weisen eine Länge von bis zu 1,5 Zentimeter auf.
Die kurz trichterförmigen, weit geöffneten Blüten öffnen sich am Tag. Sie sind in verschiedenen leuchtenden Rottönen gefärbt und besitzen häufig einen weißlichen Schlund. Die Blüten sind bis zu 6 Zentimeter lang und besitzen einen Durchmesser von 7 Zentimetern. Die kugelförmigen Früchte sind klein.

## Verbreitung, Systematik und Gefährdung
Lobivia hertrichiana ist in der peruanischen Region Cusco, im Westen von Bolivien und in der chilenischen Provinz Iquique in Höhenlagen von 3000 bis 3500 Metern verbreitet.
Die Erstbeschreibung durch Curt Backeberg wurde 1933 veröffentlicht. Nomenklatorische Synonyme sind Lobivia backebergii subsp. hertrichiana (Backeb.) Rausch (1975), Lobivia backebergii var. hertrichiana (Backeb.) Rausch (1975), Neolobivia hertrichiana (Backeb.) F.Ritter (1981), Lobivia backebergii subsp. hertrichiana (Backeb.) Rausch ex G.D.Rowley (1982) und Echinopsis hertrichiana (Backeb.) D.R.Hunt (1991). Darüber hinaus wurden zahlreiche weitere Taxa als Synonym in die variable Art einbezogen.
In der Roten Liste gefährdeter Arten der IUCN wird die Art als „Endangered (EN)“, d. h. als stark gefährdet geführt.

## Nachweise